# Kalfou (Niger)
Kalfou est une localité et une commune rurale du Niger du département de Tahoua, région de Tahoua.

## Géographie
La localité de Kalfou est située au sud de la route nationale 16 à 32 km au à l'ouest du chef-lieu régional Tahoua.
| Tahoua I | Barmou       | Kéita   |
| Bambèye  | Kalfou       | Tamaské |
| Bambèye  | Badaguichiri | Tamaské |

La commune s'étend sur 59 villages, 54 hameaux.

## Histoire
Kalfou est située dans le secteur d'Amattaza du royaume de l'Adar précolonial.
La commune rurale de Kalfou est instaurée en 2002, issue de la partie sud du canton de Kalfou, alors que le nord forme la commune rurale de Barmou.

## Population
Lors du recensement général de 2012, la population communale est relevée à 111 274 habitants. La localité compte 3 368 habitants en 2012.

## Services et infrastructures
- Collège d'enseignement général (CEG) à Balmou,
- Centre de formation aux métiers (CFM) de Balmou.